# Bill Edwards
William Bennett „Bill“ Edwards (* 9. Juli 1920 in Ireland, Texas, USA; † 19. Mai 2009), Spitzname: Monk (engl. Mönch) war ein US-amerikanischer American-Football-Spieler. Er spielte in der National Football League (NFL) bei den New York Giants in der Offensive Line.

## Spielerlaufbahn
Edwards studierte von 1936 bis 1939 an der Baylor University und spielte dort American Football auf der Position eines Fullbacks.
Im Jahr 1940 wurde er von New York Giants in der 18. Runde an 170 Stelle gedraftet. Die Giants wurden von Steve Owen trainiert und hatten mehrere All-Pro-Spieler wie Tuffy Leemans oder Ed Danowski in ihren Reihen. Bill Edwards wurde von den Giants in der Offensive Line eingesetzt. Im Jahr 1941 konnte Edwards mit seinem Team in das NFL Endspiel einziehen. Das Spiel ging gegen die Chicago Bears mit 39:7 verloren.
Edwards schloss sich bereits zu Beginn seiner Spielerkarriere dem FBI an, nachdem er im Jahr 1942 an seiner alten Alma Mater seinen Bachelor of Laws gemacht hatte. Er leistete nach der Saison 1942 seinen Militärdienst bei der United States Navy und kehrte danach nochmals in die NFL zurück. Im Jahr 1946 zog Edwards mit den Giants zum zweiten Mal in das Endspiel ein. Erneut unterlag die Mannschaft den Bears, diesmal mit 24:14. Nach dem Endspiel beendete Edwards seine Laufbahn. Bis zu seinem Tod lebte er in Pearland, Texas.

## Ehrungen
Edwards wurde dreimal zum All-Pro gewählt. Er ist Mitglied im NFL 1940s All-Decade Team. 1972 wurde er in die Hall of Fame seines Colleges aufgenommen.

## Nach der Laufbahn
Unmittelbar nach Beendigung seiner Laufbahn arbeitete Bill Edwards in der Rechtsabteilung von Mobil Oil. Er war als Rechtsanwalt an verschiedenen Gerichten zugelassen, darunter auch am United States Supreme Court. Monk Edwards war verheiratet und hatte zwei Töchter sowie einen Sohn. Er starb an Krebs.